# Подшиваловское (сельское поселение)
Подшиваловское — упразднённое муниципальное образование со статусом сельского поселения в составе Завьяловского района Удмуртии.
Административный центр — деревня Подшивалово.
Образовано в 2005 году в результате реформы местного самоуправления.
25 июня 2021 года упразднено в связи с преобразованием муниципального района в муниципальный округ.

## Географические данные
Находится на юго-западе района, граничит:
- на западе с Среднепостольским сельским поселением
- на северо-западе с Люкским сельским поселением
- на севере с Шабердинским сельским поселением
- на востоке с Пироговским сельским поселением и Совхозным сельским поселением
- на север-востоке с территорией, подчинённой мэрии Ижевска
- на юге с Малопургинским районом

По территории поселения протекают реки Лудзинка, Сепыч, Мужвайка и Караваевка.

## История
Никольский сельсовет Советской волости с центром в селе Никольское был образован в 1924 году. В 1925 году из него был выделен Среднепостольский сельсовет.
В 1929 году сельсовет входит во вновь образованный Ижевский район. В 1931 году его под названием «Советско-Никольский» включают в Малопургинский район, а в 1935 году — вновь в Ижевский район. В 1959 году Сепычевский и Советско-Никольский сельсоветы объединяются в Подшиваловский, центром которого становится Подшивалово. В 1965 году сельсовет присоединяется к Завьяловскому району.
В 1994 сельсовет преобразуется в Подшиваловскую сельскую администрацию, а в 2005 в Муниципальное образование «Подшиваловское» (сельское поселение).

## Население
| 2010  | 2012  | 2013  | 2014  | 2015  | 2016  | 2017  |
| ----- | ----- | ----- | ----- | ----- | ----- | ----- |
| 2712  | ↘2647 | ↘2639 | ↘2575 | ↗2589 | ↗2673 | ↗2728 |
| 2018  | 2019  | 2020  |       |       |       |       |
| ↗2757 | ↗2773 | ↗2816 |       |       |       |       |

## Населенные пункты
| Название                        | Тип населённого пункта          | Население 2014 год | Почтовый индекс | ОКАТО          |
| ------------------------------- | ------------------------------- | ------------------ | --------------- | -------------- |
| Подшивалово                     | Деревня, административный центр | ↘1553              | 427012          | 94 216 840 001 |
| Козлово                         | Деревня                         | ↘50                | 427012          | 94 216 840 008 |
| Советско-Никольское             | Село                            | ↘159               | 427012          | 94 216 840 005 |
| Верхняя Лудзя                   | Деревня                         | ↘335               | 427012          | 94 216 840 004 |
| Лудзя-Норья                     | Деревня                         | ↘52                | 427012          | 94 216 840 002 |
| Сепыч                           | Деревня                         | ↘271               | 427012          | 94 216 840 007 |
| Ленино                          | Деревня                         | ↘85                | 427020          | 94 216 840 009 |
| Курегово                        | Деревня                         | ↘64                | 427020          | 94 216 840 010 |
| Кузили                          | Деревня                         | ↗9                 | 427020          | 94 216 840 011 |
| Можвай                          | Починок                         | ↘47                | 427020          | 94 216 840 012 |
| Можвай                          | Деревня                         | →15                | 427020          | 94 216 840 013 |
| Садаковский                     | Починок                         | →3                 | 427012          | 94 216 840 003 |
| Советско-Никольское лесничество | Починок                         | ↘4                 | 427012          | 94 216 840 006 |

На территории сельского поселения находятся садоводческие некоммерческие товарищества Топограф, Фестивальный, Витамин, Зодиак, Никольское-2, Полянка (ПГО Удмуртгеология), Надежда, Товарищ, Сепычевский, Механизатор, Бытовик-1, Юбилейный, Прогресс, Лиана, потребительский кооператив садоводов Калинка, садоводческие объединения Южный, Смена, Авиатор и садоводческий кооператив Рапид.

## Экономика
- ОАО «Подшиваловское»
- ЗАО «Крестьянский рынок»
- СПК «Никольское»
- 63 крестьянских (фермерских) хозяйства
- Площадь сельхозугодий: 63,8 км²

## Объекты социальной сферы
- 5 школ, в том числе МОУ «Подшиваловская средняя общеобразовательная школа», Верхнелудзинская и Сепычевская начальные общеобразовательные школы (обе — структурные подразделения Подшиваловской СОШ), МОУ «Ленинская основная общеобразовательная школа»
- Детский сад
- МУЧ "Культурный комплекс «Подшиваловский»
- 4 фельдшерско-акушерских пункта
- Учреждение здравоохранения
- 2 клуба